# Edongbrug
De Edongbrug (Vereenvoudigd Chinees: 鄂东长江大桥, Traditioneel Chinees: 鄂東長江大橋, Hanyu pinyin: Èdōng Chángjiāng dàqiáo) is een tuibrug over de Yangtze ter hoogte van Huangshi (bij Wuhan) in de provincie Hubei, Volksrepubliek China.
Bij zijn inauguratie op 28 september 2010 stond de brug qua overspanning op de derde positie in de wereldranglijst, enkel voorafgegaan door de twee jaar oudere Sutongbrug en de een jaar oudere Stonecuttersbrug. De totale lengte van de brug met de opritviaducten is 6.203 meter, de hoogte van de twee omgekeerde Y-vormige pylonen 242,5 meter, de langste overspanning bedraagt 926 meter en heeft de brug een breedte van 33 m. Met de bouw van de brug werd begonnen in augustus 2003 en werd afgerond in september 2010.